# RD-0210
RD-0210 (GRAU Index: 8D411K)はRD-465としても知られる。 本機と2基束ねたRD-0211はN2O4とUDMHを酸化剤リッチ二段燃焼サイクルで燃焼するロケットエンジンである。それらは単ノズルで推力偏向を備え、最新の発展型ではRD-0203/4シリーズになる。それらのエンジンはプロトンロケットの2段目で使用される。RD-0213は固定されたノズルの派生型でRD-0212モジュールがプロトンロケットの3段目で使用される。

## 開発
ウラジミール・チェロメイのOKB-52が彼らのUR-200 ICBM計画を開始した当時、彼らは推進装置を開発するために S. A. コズベルグのOKB-154に推進装置を発注した。彼らは1段目と2段目の両方に同じ基本的なブロックを使用する事を決定した。しかし必要な性能に到達するためにコズベルグは困難な二段燃焼サイクルエンジンを開発しなければならなかった。当時、それまでに設計された二段燃焼サイクルエンジンのエンジンはOKB-1のM. V. Melnikovの設計したS1.5400のみでそれは異なる推進剤を使用した。
設計と製造を簡略化するために1段目と2段目に同じエンジンを使用したと見られる。1段目はモジュール型の'RD-0202 - that comprised three 3基を束ねたRD-0203と1基のRD-0204上段用のRD-0205にモジュール化したRD-0206主エンジンと補助的なバーニアエンジンであるRD-0207が束ねられた。RD-0204のみがRD-0203とは異なり、1段目のタンクを加圧するために熱交換器を備えた。RD-0206はRD-0204と酷似していたがノズルは真空中での使用に最適化された固定式のノズルだった。推力偏向が付加された4基のRD-0207バーニアエンジン。UR-200計画ではR-36と直接競合して中止されたが、数回の試験打ち上げが実施され、設計に反映された。
チェロメイが彼の超重量級ICBMUR-500 (8K82)計画を開始した当時、彼は複数のUR-200を1段目として使用するつもりだった。この概念はproved not viableで最終的に複数の機体が採用され、1段目の新たな推進装置の研究が必要になった。2段目にはR-200の1段目が使用された。1段目に合わせる為に新しいタンクが必要になったが、どうにか追加できた。エンジンは空中で始動しなければならず、真空中での運転に適応した長いノズルを備えなければならなかった。この両方の特徴はRD-0206で実証され、容易に適合させた。それらは同様に打ち上げ時のより優れた制御のために推力偏向ジンバルシステムを備えた。RD-0208/RD-0209が開発された。並行してRD-0203/4、RD-0209はRD-0208に熱交換器を追加した派生型である。
UR-500はICBMとしては大きすぎたので兵器としての機体は中止された。しかし、ソ連の有人月旅行計画のために重要なミッションを実行できる重量物打ち上げ機として追加可能だったのでプロトン-K (8K82)が生まれた。これはチェロメイが競合するコロリョフのN-1のUR-700計画へ対抗する事を企図した。この新しいミッションの為にICBMの仕様の規格は不要になる事が予想されたが、3段目は必要になる事が予想された。2段目を大型化してRD-0208/9がRD-0210とRD-0211として改良により燃焼時間が大幅に延長された。3段目のためにUR-200の2段目は再び同じ1段目と2段目と同じ4.1mのタンクとRD-0206とRD-0207 バーニアエンジンによって構成されるRD-0205モジュールを備えた。 RD-0212として知られる新しいモジュールはRD-0213とRD-0214バーニアエンジンによって構成された。RD-0213はRD-0206にRD-0211/12の規格を取り入れたものでRD-0214はRD-0207を改良したものだった。

## 歴史
RD-0203/4はS1.5400の後に開発された世界で2番目の二段燃焼サイクルエンジンで同様に最初の貯蔵可能な推進剤を燃焼する二段燃焼サイクルのエンジンでもある。
1968年9月15日、RD-0210、RD-0211とRD-0212モジュールはゾンド5号を月周辺の自由帰還軌道に打ち上げ、最初に月に到達して地球へ戻った。
1971年4月にプロトンは最初の宇宙ステーションであるサリュート1号を地球周回軌道へ投入した。
1971年5月19日にプロトンは火星への探査機であるマルス2号を打ち上げた。周回機は実質的にベネラ9号のバスで着陸機は初めて火星上に到達した人工物だった。
1975年6月8日、プロトンは金星へベネラ9号を打ち上げた。マルス2号の設計を基にした周回機と最初に金星の表面を撮影した着陸機を送った。
1998年11月20日にプロトンは国際宇宙ステーションの最初のモジュールであるザーリャを打ち上げた。
2000年7月12日にプロトンは国際宇宙ステーションの3番目のモジュールであるズヴェズダとロシアの中央部であるロシア製軌道周回セグメントを打ち上げた。

## 派生型
基本的なエンジンはUR-200の1段目と2段目、UR-500の2段目とプロトンの2段目と3段目で使用される。名称を以下に示す
- RD-0203 (GRAU Index: 8D44): 世界で2番目で最初にハイパーゴリック推進剤を使用した二段燃焼サイクルのロケット 燃料リッチプリバーナーを使用して推力は559.00 kNだった。UR-200の1段目の推進に使用された。[12]
- RD-0204: RD-0203と僅かに異なり、タンク加圧ガスの加熱のために熱交換器を備える。UR-200の1段目の推進装置。[13]
- RD-0206 (GRAU Index: 8D47): RD-0203/4の派生型で推力偏向は備えず真空中での膨張に最適化され、UR-200の2段目に使用された。[14]
- RD-0208 (GRAU Index: 8D411): RD-0203の発展型で真空中に最適化されたノズルと空中での始動能力を備える。UR-500の2段目に使用された。[15]
- RD-0209 (GRAU Index: 8D412): RD-0208と同じだが、熱交換器を備える。UR-5002段目に使用された。[16]
- RD-0210 (GRAU Index: 8D411K): 同様にRD-465としても知られ、RD-0208の発展型. プロトン-Kとプロトン-M ロケットの2段目に使用された。[17]
- RD-0211 (GRAU Index: 8D412K): 同様にRD-468としても知られ、RD-0210と同じだが、RD-0209のように熱交換器を備える。プロトン-Kとプロトン-M ロケットの2段目に使用された。[18]
- RD-0213 (GRAU Index: 8D48): RD-0210/11の派生型で真空中での膨張に最適化され推力偏向は備えない。プロトンの3段目のRD-0212推進モジュールに使用された。[19]

## モジュール
これらの複数のエンジンは複数のエンジンを束ねてモジュール化される。関連するモジュールとエンジンを示す:
- RD-0202 (GRAU Index: 8D45): 3基のRD-0203と1基のRD-0204で構成される。UR-200の1段目の推進モジュール。[20][6]
- RD-0205 (GRAU Index: 8D46): 1基のRD-0206と1基のRD-0207 バーニアエンジンで構成される。UR-200の2段目の推進装置。[21]
- RD-0212 (GRAU Index: 8D49): 同様にRD-473としても知られる、1基のRD-0213と1基のRD-0214 バーニアエンジンによって構成される推進モジュールである。. プロトン-Kとプロトン-Mロケットの3段目の推進モジュール[22]

| エンジン          | RD-0203                                                                                     | RD-0204                                                                                     | RD-0206                                                                                     | RD-0208                                                                                     | RD-0209                                                                                     | RD-0210                                                                                     | RD-0211                                                                                     | RD-0213                                                                                     |
| ----------------- | ------------------------------------------------------------------------------------------- | ------------------------------------------------------------------------------------------- | ------------------------------------------------------------------------------------------- | ------------------------------------------------------------------------------------------- | ------------------------------------------------------------------------------------------- | ------------------------------------------------------------------------------------------- | ------------------------------------------------------------------------------------------- | ------------------------------------------------------------------------------------------- |
| 別名              | 8D44                                                                                        | 8D44                                                                                        | 8D47                                                                                        | 8D411                                                                                       | 8D412                                                                                       | 8D411K                                                                                      | 8D412K                                                                                      | 8D48                                                                                        |
| 推進モジュール    | RD-0202                                                                                     | RD-0202                                                                                     | RD-0205 (RD-0207を備える)                                                                   |                                                                                             |                                                                                             |                                                                                             |                                                                                             | RD-0212 (RD-0214を備える)                                                                   |
| 開発期間          | 1961-1964                                                                                   | 1961-1964                                                                                   | 1961-1964                                                                                   | 1962-1966                                                                                   | 1962-1966                                                                                   | 1962-1967                                                                                   | 1962-1967                                                                                   | 1962-1967                                                                                   |
| エンジン形式      | 液体式 酸化剤リッチ二段燃焼サイクルを使用して N2O4/UDMH 推進剤をO/Fの比率が2.67で燃焼する。 | 液体式 酸化剤リッチ二段燃焼サイクルを使用して N2O4/UDMH 推進剤をO/Fの比率が2.67で燃焼する。 | 液体式 酸化剤リッチ二段燃焼サイクルを使用して N2O4/UDMH 推進剤をO/Fの比率が2.67で燃焼する。 | 液体式 酸化剤リッチ二段燃焼サイクルを使用して N2O4/UDMH 推進剤をO/Fの比率が2.67で燃焼する。 | 液体式 酸化剤リッチ二段燃焼サイクルを使用して N2O4/UDMH 推進剤をO/Fの比率が2.67で燃焼する。 | 液体式 酸化剤リッチ二段燃焼サイクルを使用して N2O4/UDMH 推進剤をO/Fの比率が2.67で燃焼する。 | 液体式 酸化剤リッチ二段燃焼サイクルを使用して N2O4/UDMH 推進剤をO/Fの比率が2.67で燃焼する。 | 液体式 酸化剤リッチ二段燃焼サイクルを使用して N2O4/UDMH 推進剤をO/Fの比率が2.67で燃焼する。 |
| 燃焼室圧力        | 14.7メガパスカル (2,130 psi)                                                                | 14.7メガパスカル (2,130 psi)                                                                | 14.7メガパスカル (2,130 psi)                                                                | 14.7メガパスカル (2,130 psi)                                                                | 14.7メガパスカル (2,130 psi)                                                                | 14.7メガパスカル (2,130 psi)                                                                | 14.7メガパスカル (2,130 psi)                                                                | 14.7メガパスカル (2,130 psi)                                                                |
| 推力 (真空中)     | 単ノズル (固定)                                                                             | 単ノズル (固定)                                                                             | 単ノズル (固定)                                                                             | TVCを備える 単ノズル                                                                        | 単ノズル TVCを備える                                                                        | TVCを備える 単ノズル                                                                        | TVCを備える 単ノズル                                                                        | 単ノズル (固定)                                                                             |
| 推力 (真空中)     | 559キロニュートン (126,000 lbf)                                                             | 559キロニュートン (126,000 lbf)                                                             | 575.5キロニュートン (129,400 lbf)                                                           | 570キロニュートン (130,000 lbf)                                                             | 570キロニュートン (130,000 lbf)                                                             | 582キロニュートン (131,000 lbf)                                                             | 582キロニュートン (131,000 lbf)                                                             | 582キロニュートン (131,000 lbf)                                                             |
| 推力 (海面高度)   | 500s                                                                                        | 500s                                                                                        |                                                                                             |                                                                                             |                                                                                             |                                                                                             |                                                                                             |                                                                                             |
| 比推力 (真空中)   | 311s                                                                                        | 311s                                                                                        | 326s                                                                                        | 326s                                                                                        | 326s                                                                                        | 326.5s                                                                                      | 326.5s                                                                                      | 326.5s                                                                                      |
| 比推力 (海面高度) | 278s                                                                                        | 278s                                                                                        |                                                                                             |                                                                                             |                                                                                             |                                                                                             |                                                                                             |                                                                                             |
| 燃焼時間          | 136s                                                                                        | 136s                                                                                        | 150s                                                                                        | 150s                                                                                        | 150s                                                                                        | 220s                                                                                        | 220s                                                                                        | 250s                                                                                        |
| 全長              | 1.8メートル (71 in)                                                                         | 1.8メートル (71 in)                                                                         |                                                                                             | 2,327ミリメートル (91.6 in)                                                                 | 2,327ミリメートル (91.6 in)                                                                 | 2,327ミリメートル (91.6 in)                                                                 | 2,327ミリメートル (91.6 in)                                                                 | 3,008ミリメートル (118.4 in)                                                                |
| 全幅              | 890ミリメートル (35 in)                                                                     | 890ミリメートル (35 in)                                                                     | 1,470ミリメートル (58 in)                                                                   | 1,470ミリメートル (58 in)                                                                   | 1,470ミリメートル (58 in)                                                                   | 1,470ミリメートル (58 in)                                                                   | 1,470ミリメートル (58 in)                                                                   | 1,470ミリメートル (58 in)                                                                   |
| 乾燥重量          | 381キログラム (840 lb)                                                                      | 381キログラム (840 lb)                                                                      |                                                                                             | 540キログラム (1,190 lb)                                                                    | 540キログラム (1,190 lb)                                                                    | 566キログラム (1,248 lb)                                                                    | 566キログラム (1,248 lb)                                                                    | 550キログラム (1,210 lb)                                                                    |
| 用途              | UR-200 1段目                                                                                | UR-200 1段目                                                                                | UR-200 2段目                                                                                | UR-500 2段目                                                                                | UR-500 2段目                                                                                | プロトン 2段目                                                                              | プロトン 2段目                                                                              | プロトン Third Stage                                                                        |
| 最初の打ち上げ    | 1963-11-06                                                                                  | 1963-11-06                                                                                  | 1963-11-06                                                                                  | 1965-07-16                                                                                  | 1965-07-16                                                                                  | 1967-03-10                                                                                  | 1967-03-10                                                                                  | 1967-03-10                                                                                  |
| 最終打ち上げ      | 1964-10-20                                                                                  | 1964-10-20                                                                                  | 1964-10-20                                                                                  | 1966-07-06                                                                                  | 1966-07-06                                                                                  |                                                                                             |                                                                                             |                                                                                             |
| 状態              | 引退済                                                                                      | 引退済                                                                                      | 引退済                                                                                      | 引退済                                                                                      | 引退済                                                                                      | 生産中                                                                                      | 生産中                                                                                      | 生産中                                                                                      |